# پرنده‌ای با بال‌های بلورین
پرنده‌ای با بال‌های بلورین (ایتالیایی: L'uccello dalle piume di cristallo) نخستین فیلم کارگردان ایتالیایی، داریو آرجنتو است که سال ۱۹۷۰ منتشر شد. این فیلم نخستین اثر از «سه‌گانهٔ جانوران» به‌شمار می‌رود؛ دو فیلم دیگر گربهٔ نُه‌دم و چهار مگس روی مخمل خاکستری نام دارند. پرنده‌ای با بال‌های بلورین از برجسته‌ترین نمونه‌های سبک جالوی ایتالیایی به‌شمار می‌رود و بر پایهٔ رمانی به نام می‌می جیغ‌زن از فردریک براون ساخته شده‌است.

## بازیگران
از بازیگران فیلم می‌توان به تونی موسانته، انریکو ماریا سالرنو، رناتو رومانو، فولویو مینگوتسی و ماریو آدورف اشاره کرد.